# Artemisia (película)
Artemisia es una película ítalo-francoalemana de 1997 basada en la vida y obra de la pintora italiana Artemisia Gentileschi. Fue dirigida por Agnès Merlet y protagonizada por Valentina Cervi y Michael Serrault.

## Sinopsis
Artemisia Gentileschi era solo una adolescente de 17 años, cuando la pasión por el arte y la vida la lleva a transgredir las normas morales de la época. Es una notable pintora, que debía ocultar su talento trabajando para su padre. Su afán de trabajar con el desnudo masculino, con modelos reales y su relación aprendiz/amante con Agostino Tassi, es la excusa para ser implicada como inmoral en la sociedad de aquel entonces.